# يوهان غوتفريد زين
يوهان غوتفريد زين (بالألمانية: Johann Gottfried Zinn)‏ (و. 1727 – 1759 م) هو عالم نبات، وأستاذ جامعي من ألمانيا . ولد في شواباخ .
وكان عضو في الأكاديمية البروسية للعلوم .
توفي في جوتنجن ، عن عمر يناهز 32 عاماً.

## مناصب وهيئات
أدار جامعة غوتنغن.